# Pi1 Ursae Minoris
Pour les articles homonymes, voir Pi Ursae Minoris.
Désignations
Désignations
Pi1 Ursae Minoris est une étoile binaire de la constellation circumpolaire de la Petite Ourse, dont les composantes sont toutes deux des naines jaunes. La paire brille d'une magnitude apparente combinée de 6,1, et chaque étoile a une magnitude apparente de +6,58 et de +7,31, respectivement. Elles sont distantes d'environ ∼ 71 a.l. (∼ 21,8 pc) du Soleil,, et elles partagent un mouvement propre commun. Les deux étoiles sont séparées dans le ciel de 31,4 secondes d'arc, ce qui correspond, étant donné leur distance de la Terre, à une séparation physique d'environ 680 UA. Elles orbitent l'une autour de l'autre avec une période d'environ 13 100 ans.
Ces deux naines jaunes sont des analogues solaires et elles ont été listées comme de possibles membres de l'association Hercule-Lyre, qui est l'un des groupes mouvants les plus proches du Soleil, bien que cela soit désormais considéré comme peu probable. L'étoile primaire, désignée π1 Ursae Minoris A, a une masse qui est de 2% supérieure à celle du Soleil, une température effective quasiment identique de 5 771 K, un rayon qui vaut 98% celui du Soleil, et une luminosité bolométrique qui est de 93% celle du Soleil. L'étoile secondaire, désignée π1 Ursae Minoris B, a une masse qui vaut 92% celle du Soleil, une température de surface un peu plus basse de 5 408 K, un rayon qui est de 84% celui du Soleil, et une luminosité d'un peu plus la moitié de celle du Soleil.